# Leonardo Clerici
Leonardo Clerici (Roma, 1955) è un editore italiano.

## Biografia
Leonardo Cesare A F, Conte Clerici De Lomatio, dei marchesi ravennati De’Longhi architetti a Roma nel XV-XVI secolo, DE CLERICIS, dal 1358 conti palatini e fedeli alleati dei Duchi Visconti, patrioti italiani nel Regno D’Italia di Buonaparte, poi a Castiglione Olona in Lombardia villa Clerici, oggi in Lucchesia,nasce a Roma nel 1955, erede e nipote del poeta Filippo Tommaso Marinetti, di antica famiglia lombarda e triestina, è discendente del banchiere Cesare Goldmann (fervente patriota triestino italiano, imprenditore di numerose società di affari e sviluppo mecenate di giornali e organizzatore della storica riunione nella sede degli industriali milanesi di San Sepolcro). Giovanissimo, su esempio della sua famiglia, s'interessa a tematiche filosofiche e politiche, iscrivendosi nel 1971 al Partito liberale e aderendo in seguito alla rifondazione del Partito radicale con Marco Pannella fino al 1974, abbandona l’attività dopo l’assassino del poeta Pier Paolo Pasolini, amico di Pasolini incontrato al partito radicale e di Aldo Moro all’università di Roma La Sapienza. Sin da giovane ricopre cariche presso la Segreteria dei giovani liberali ed è un attivista nella battaglia antimilitarista e favorevole al divorzio. Collabora al Centro Luigi Einaudi, alla Biblioteca della Libertà, con le riviste Critica Liberale e Liberazione.

### La rivista di poeticaAncora
Nel 1976 fonda una rivista di poetica a Roma, ANCORA, dedita allo studio dei linguaggi sperimentali. Partecipa alla riorganizzazione degli archivi della famiglia di Filippo Tommaso Marinetti, fondatore del movimento futurista. Prende parte a mostre e sviluppa un'intensa attività di esposizioni e conferenze sui temi dell'arte moderna e contemporanea, per una rielaborazione del pensiero filosofico liberale e trascendentale. Scrive per riviste, partecipa a convegni. Nel 1979 si laurea in Filosofia della politica (Scienze politiche, cattedra di Augusto Del Noce): il problema del paradiso nei Cantos di Ezra Pound. Nel 1991 in filosofia (Nanterre) sul pensiero logico del cartesiano calvinista e liberale del XVII secolo Pierre Bayle. Clerici è visiting professor in filosofia, ermeneutica e arti liberali in diverse università (USA, Europa, Tunisia, Marocco, Iran, Turchia, Africa).

### La casa editrice e la fondazione Skriptura
Nel 1983 fonda a Roma la casa editrice Skriptura, trasferendosi negli anni novanta a Parigi. È visiting professor presso la Central European University di Praga di George Soros. Presenta le opere di ristampa e annotazione sui testi della sapienza italiana ed europea del corpus tipografico del XVI secolo e sulle avanguardie. Organizza la grande mostra La Musa Metallica di F.T. Marinetti al Museo del Genio a Roma (1991) e quella sulle avanguardie, con tutti gli archivi, a Bruxelles Biblioteca Wittokiana nel 1994, L’Oracle de l'avantgarde (L'oracolo dell'avanguardia). Pubblica il libro di H. Michaux, Sitot lu ("Lettura immediata"), e il libro su Valery e il mito di Narciso.

### La storia italiana del primo 900
Nel 1995 presenta presso gli Archivi di Stato di Roma la monumentale opera su Alberto Asquini XXX Tricesimo, che traccia la cronaca italiana del primo '900 attraverso la visione di un economista liberale,con 1.500 documenti in archivio fac-simile. Giornali e riviste italiane, francesi e belghe riportano sue iniziative editoriali, conferenze e il rinnovamento nell'interpretazione del futurismo di Marinetti da un'ottica filologica spirituale islamica, orientale e mistica. Nel 2005 pubblica l'opera sperimentale Filostrato, un'edizione pregiata con tavole del pittore romano Cotani. Pubblica gli atti UNESCO della poesia islamica e iranica di Ḥāfiẓ e Saadi.

### Il collezionismo e la biblioteca privata
Collezionista di opere grafiche delle avanguardie (futurismo, surrealismo suprematismo) nonché curatore di una vasta biblioteca teologica, filologica, poetica, classica, poliglotta romana, latina, ellenica, orientale. La collezione si estende su 700 m², dotata di un'attigua galleria d'arte, divenendo un unicum di raccolta di tesori del sapere neoplatonico, gnostico, scritturale e islamico. Nel 2008 edita, in collaborazione con il centro di ricerca in manoscritti persiani, le 3 opere che riepilogano i suoi corsi, seminari, articoli degli ultimi 30 anni: Liberté Islamique (Libertà Islamica) Essai de Theologie politique ("La verifica della teologia politica nell'alleanza liberale euroislamica"); Styx: avantgarde gnostique et islamique (Stige: L'avanguardia gnostica e islamica); La Comete Bayle le dictionnaire averroiste (La cometa Byle, dizionario averroista). Con queste tre opere complete, il filosofo gnostico e poeta identifica nel suo sforzo di rinnovamento del pensiero e del linguaggio italiano e romano, la metafisica coranica, il sufismo e la gnosi, come nuova possibilità di un discorso sulla «libertà» iniziato da giovanissimo. Ha vissuto tra Bruxelles, Parigi, Istanboul, Roma, profondo conoscitore delle differenti realtà del mondo islamico, partecipa al rinnovamento del discorso filosofico contemporaneo.
Epoca delle opere: 2011 al 2025 - YTALIA CAPOVOLTA TRIKLINIO, edizione a Konia Seljouk University 2022, opera di fusione della lingua latina romana italiana araba persiana e turca in lessici sintassi e allegorie. - RREBISS ALBERTO CAPPA VITA PARALLELA EROICA edita a Konia Seljuk University 2022, opera inaudita ed inedita che amplifica l’opera precedente di X X X TRICESIMO ALBERTO ASQUINI RAGIONAMENTI, Roma SKRIPTURA 1995. L’ambizione di rendere l’Italia continua, immutata allegoria fenomeno cronaca della lingua sacra.
Altare divinatorio a F.T. Marinetti con frammenti del libro dell’Aria e dell’Etna, mostra a Catania, 2023.
Sedute concerti al Comune di Castelnuovo di Garfagnana dell'opera rapsodica allegorica di Ariosto e Marinetti come metricale della Rocca Estense (2024,2025).
L’opera rapsodia surrealista Hayter Pronostocorda matematica.
L’intervento conferenza a Kerbala sugli Anelli di Ashoura (2024).
MUSA FTM (allegoria musale perpetua, idoli divini e stanza araba, ottomana, gnostica di FT Marinetti da Alessandria d'Egitto, in Villa TRIKLINEA opera aps (YouTube 2024, e il film YouTube Marinetti Vera Mente 2002, presentato al Senato italiano).
Realizzazione dal romanzo ancora inedito di FT Marinetti VENEZIANELLA, urna cinerea alla marchesa Casati, come onda cromatica realizzata dal vetraio futurista come emblema d’Italia, Venezia 2022, Berengo.
Seminario perpetuo CUM VERSARI a Piacenza 2022 sulla scala iconoclasta dell’architettura invisibile, coranica, Akhirat.
Seminario su Pasolini, Piacenza, 2022.
Ha fondato nel 2011-14 una radio “RADIO ITALIA INTELLEGENTE “per gli emigrati italiani in Belgio, presidente AIL ASSOCIAZIONE ITALIANI LIMBURGO diretta e fondata da Sergio Falco
Seminari iconoclasti sul cinema di Dalì, intervista sull’Oracolo dell’Avanguardia a Milano Libreria Lodetti in Galleria (YouTube), interviste per radio in Calabria, conferenza in Svizzera (Chiasso).
Gli archivi SKRIPTURA sono considerati lessici gnostici ove il manoscritto, il libro e gli oggetti sono in relazione continua nelle opere e gesta della famiglia Clerici, Marinetti, Goldmann, Cappa, sotto l’egida delle ore e centauri del Regno d’Italia di Bonaparte (www.skriptura.be), Arcadia in Lucchesia.
Direttore a Venezia della CA’ SKRIPTURA, ARTES LIBERALES. Marrakesh Riad Ahl Akl. Domus Caravan Serraglio Attour Urfa\ Osroene\ Edessa\Turchia. Domus Sinaitica, Egitto.

### La Arts & Garden Gallery
Dirige Triklinea Opera, Artes Liberales a Venezia, con operazioni grafiche, meditazioni oracolari e concerti metricali, con creatori giapponesi, turchi, cinesi, iraniani, russi, belgi. Membro dell’ A.I.B. (Associazione dei bibliofili Paris), della Sihspiai (Cambridge) per gli studi di filosofia araba, platonica e islamica.